# Közönséges magyal
A közönséges magyal (szúrós magyal, téli magyal, Ilex aquifolium) az Aquifoliales rendben a magyalfélék (Aquifoliaceae) magyal (Ilex) nemzetségének típusfaja.

## Származása, elterjedése
Nyugat- és Dél-Európából származik. Magyarországra dísznövénynek hozták be, de helyenként kivadult. Elsősorban bükkösökbe és tölgyesekbe települ be, de az erdőszéleken is képes meggyökerezni.

## Megjelenése, felépítése
Cserje vagy ritkán legfeljebb 8 m magasra megnövő, tövétől ágas, örökzöld, kúp alakú fa. Fiatal hajtásai zölden pelyhesek, az idősebb ágak szürkék. Ágrendszere erősen elágazó.
Tojásdad, fényes, bőrnemű, sötétzöld, hullámos szélű leveleinek nyele rövid. A hullámosan fogas leveleken a fogak hegye tüskés — mindez azonban elsősorban a fiatalabb példányok földközeli leveleire érvényes: az idősebb bokrokon és a magasabb ágakon többnyire egyszerű, ovális levelek nőnek.
Kétlaki, apró, fehér virágai a levelek hónaljából nőnek:
- a porzósak háromvirágú bogernyőben,
- a fehér termősök többnyire magánosan, csak ritkán többesével.

A virágok sok nektárt termelnek.
Termése élénkpiros, 8–10 mm hosszú bogyó, aminek a csúcsa bemélyed.

## Életmódja, termőhelye
Eredeti élőhelyén az erdők cserjeszintjében nő, ezért a tűző napot nem kedveli. A legjobb félárnyékba ültetni. Lassan növő, de kimondottan hosszú életű faj: többnyire mintegy száz évig él, de az ötszáz éves példányok sem túl ritkák. Fagytűrő és a metszést is jól viseli, emiatt sövénynek ideális.
Május–júniusban nyílik. Az első komolyabb fagyok után a bogyók megpuhulnak, és ezután földre hullva több madárfaj kedvelt táplálékává válnak.

## Felhasználása
Látványos, piros bogyói miatt dísznövénynek, szúrós levelei miatt elsősorban sövénynek ültetik. Télen is díszlő bogyói miatt a karácsonyi dekoráció kedvelt eleme.
Bogyói az ember számára mérgezőek. A teljes növény fogyasztása tilos, szerepel az OGYÉI tiltólistáján is.

### Kertészeti változatok
- Ilex aquifolium ‘Ovata Aurea’ – nőivarú fajta. Bőven terem; sárga szélű levelei nagyon dekoratívak.
- Ilex aquifolium ‘Alaska’ – nőivarú fajta; ágai viszonylag sűrűn állnak. 3–4 méter magas, karcsú, kúp formájú fácskává cseperedik. Fénylő, feketészöld levelei az alapfajéinál kisebbek. Sok élénkpiros bogyót terem.

## Galéria

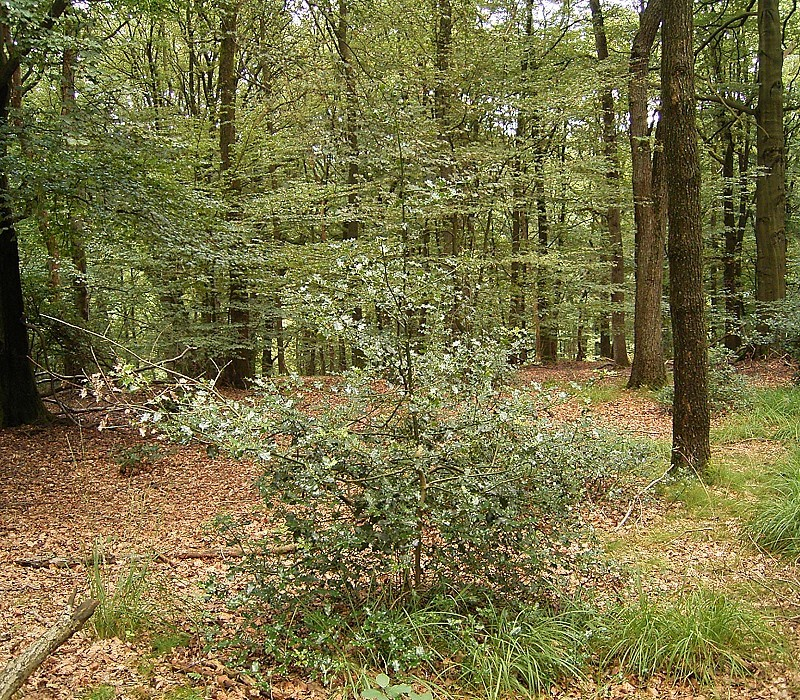
Gyertyános–tölgyes aljnövényzetében
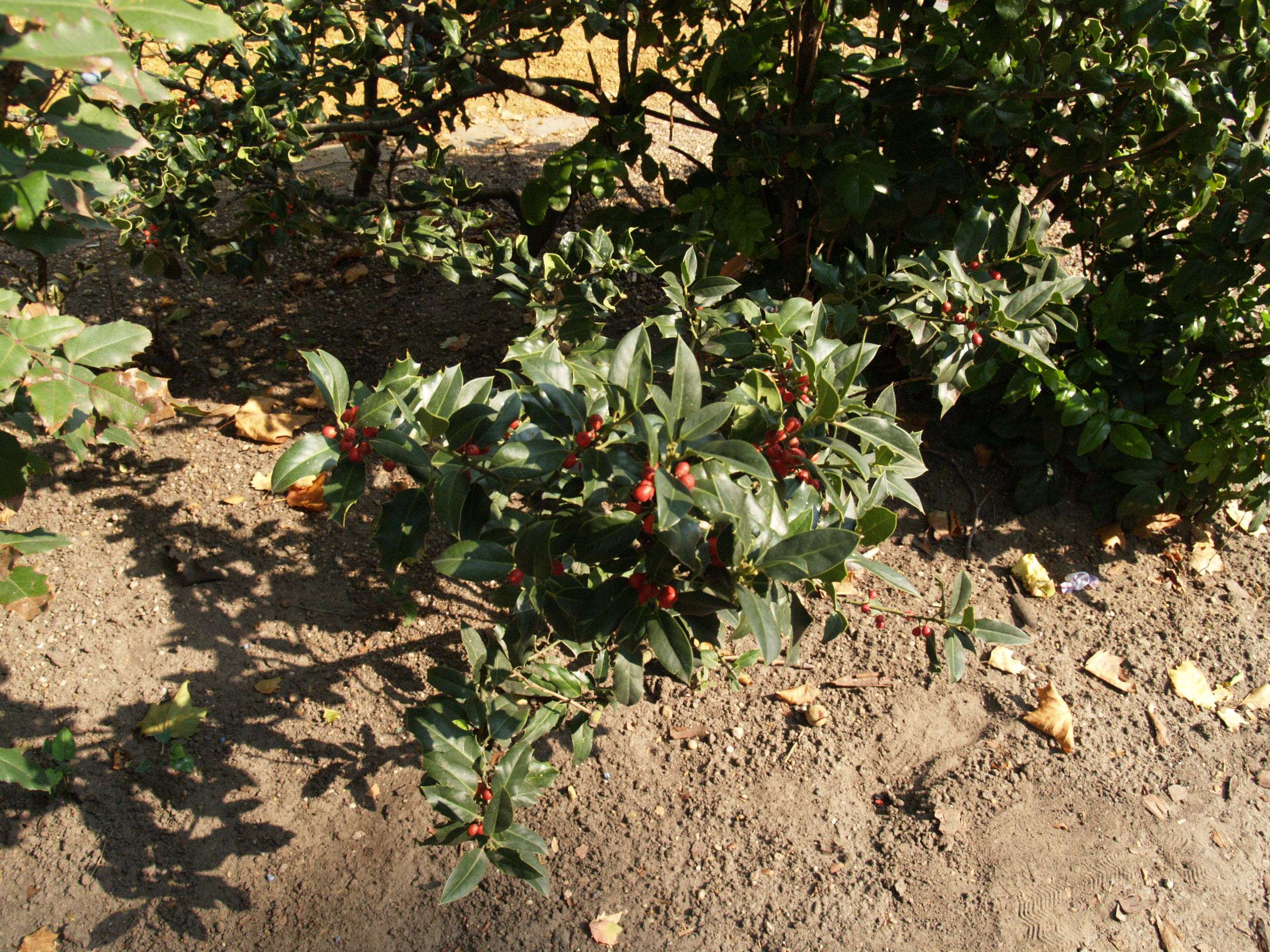
Budapest, Városliget, a Vajdahunyadvár udvarán
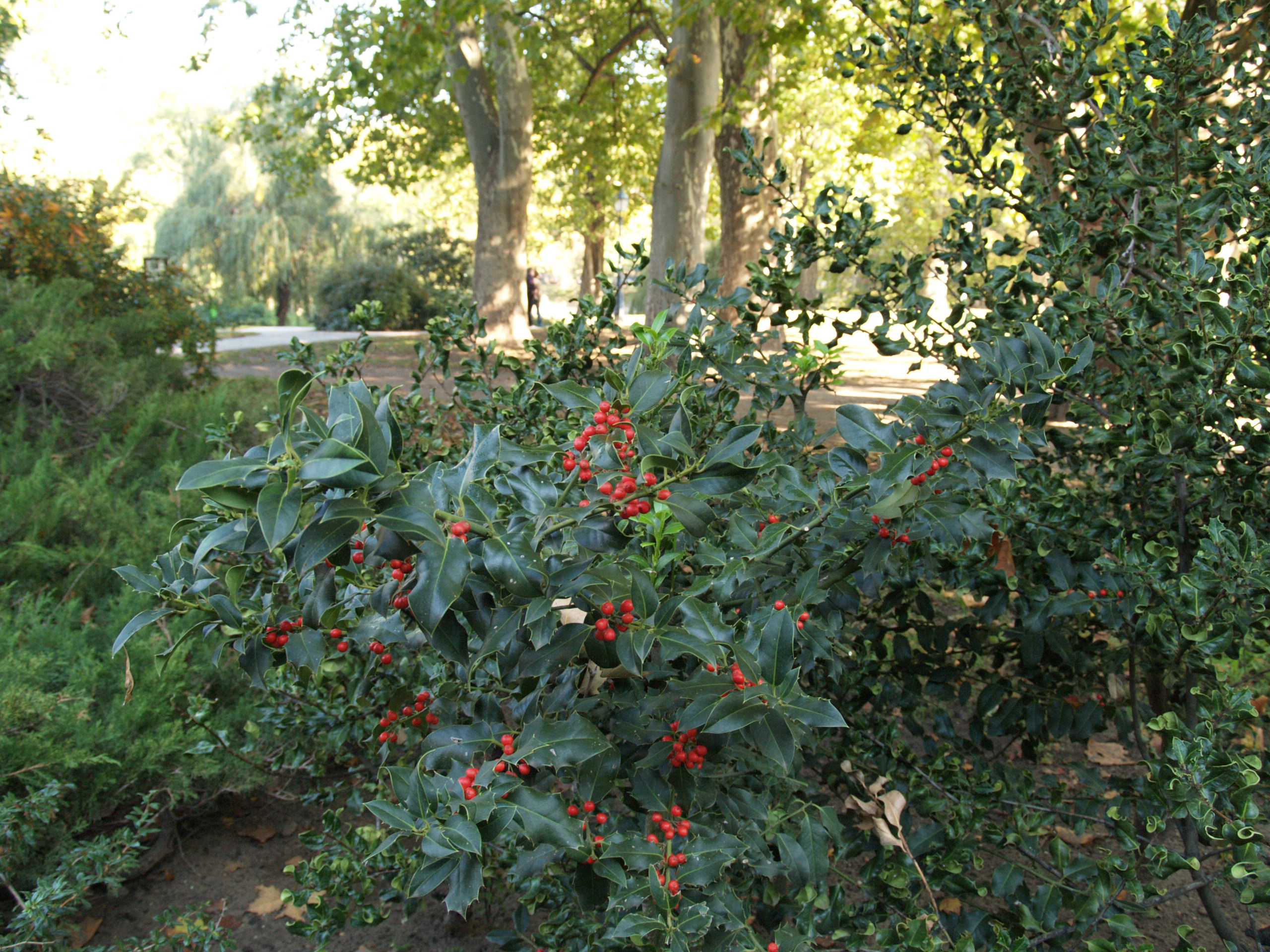
Kétféle levele (Városliget, a Vajdahunyadvár udvarán)
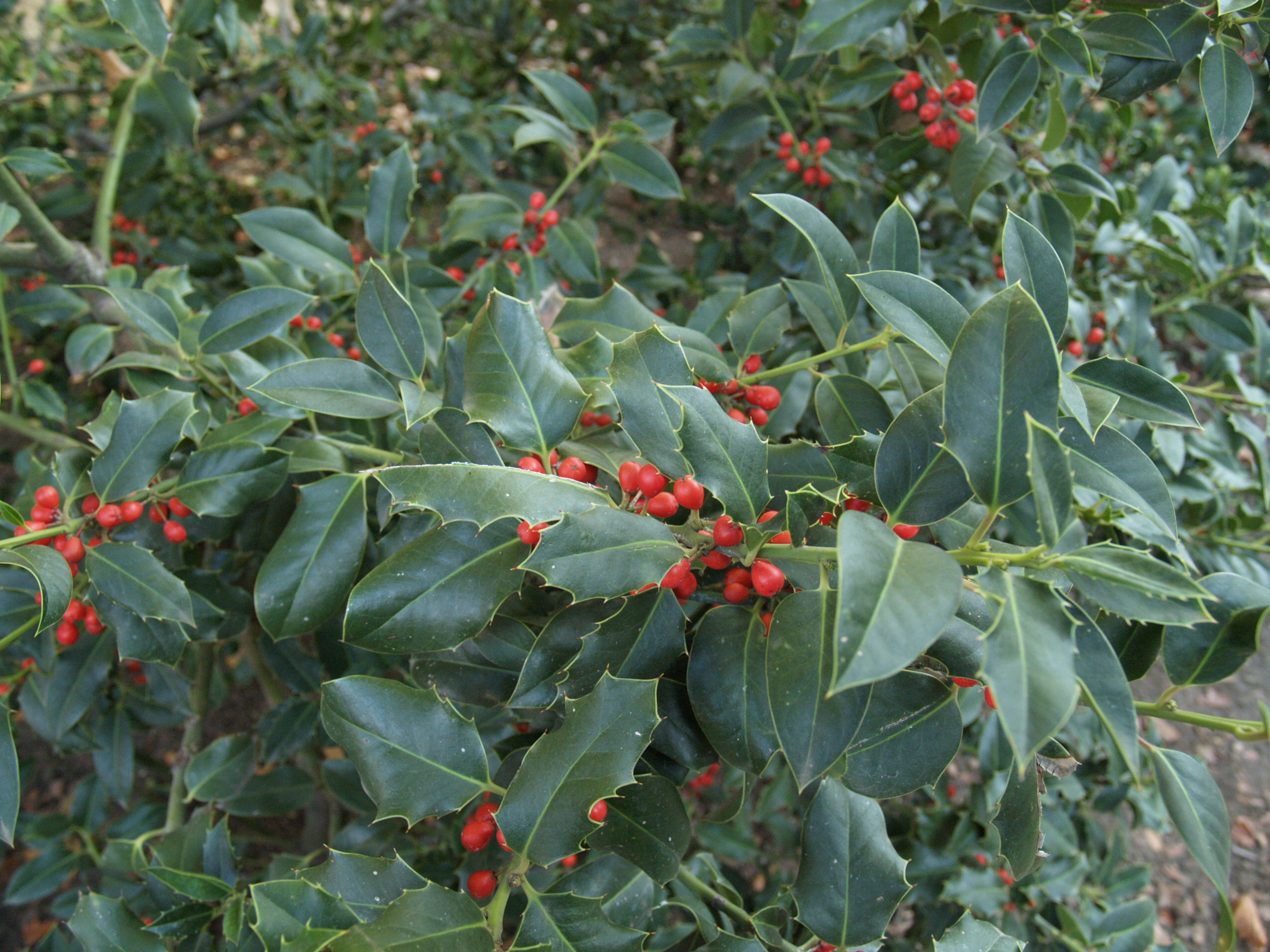
Bogyótermései (Városliget, a Vajdahunyadvár udvarán)